# 阿胡里里河

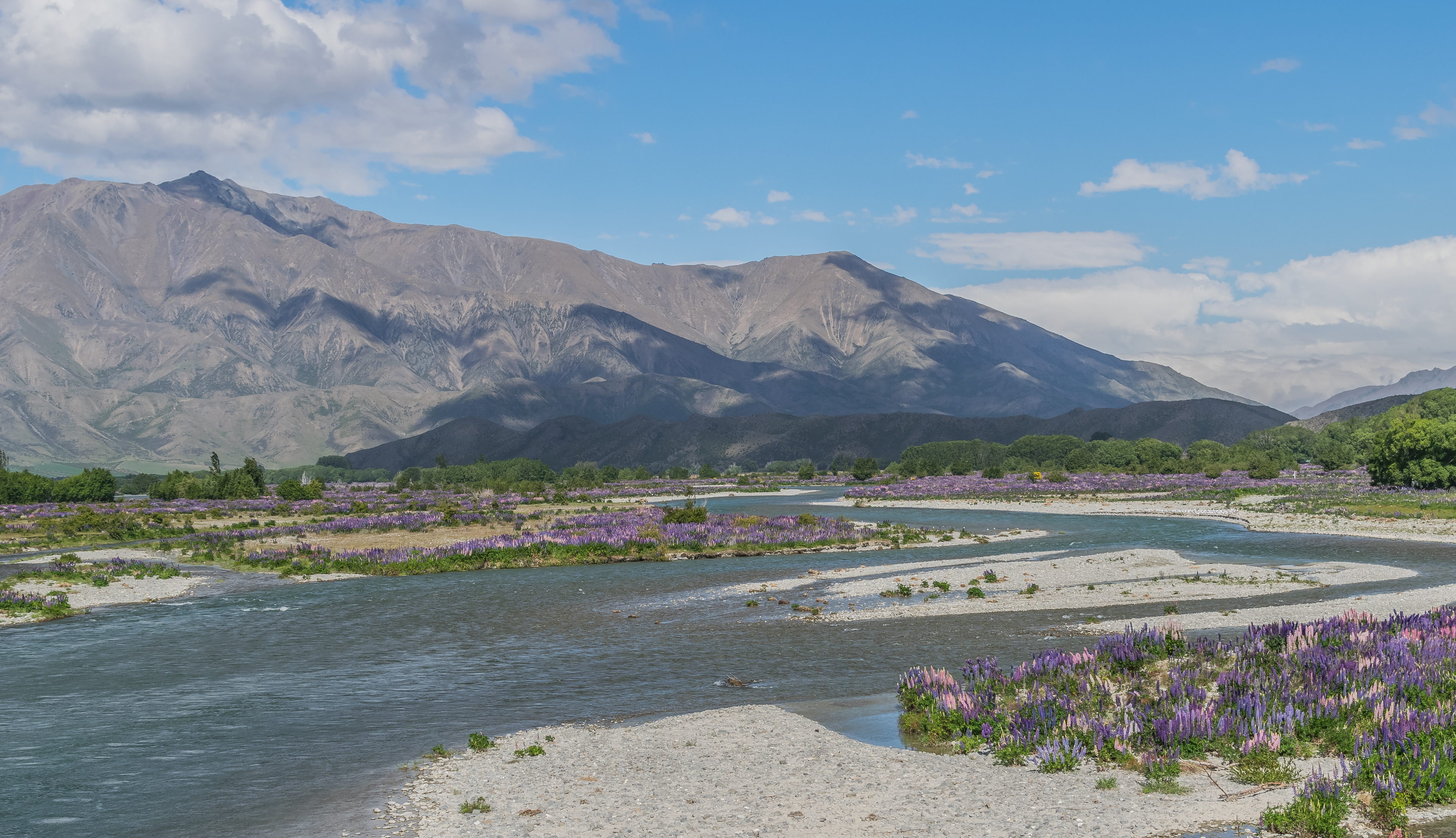
河流位于奥马拉马附近

阿胡里里河是新西兰南岛坎特伯雷地区的一条河流 。 
河流的源头在南阿尔卑斯山的东侧。 这条河流了70（43英里） 穿过Mackenzie盆地的最南端，然后到达本莫尔湖的Ahuriri Arm，该湖是Waitaki水电项目的湖泊之一。 从那里开始，水与怀塔基（Waitaki）的水汇合，后者在太平洋流出。 
这条河的大部分上游都在阿胡里里保护公园 ，它是一条备受赞誉的蝇钓河，褐、鳟以及虹鳟在河中生存 。  

阿胡里里河日出前的景象

最近的城镇是奥马拉马。 
44°30′30″S 170°3′20″E / 44.50833°S 170.05556°E